# حسن کرمی
حسن کرمی (زادهٔ ۱۳۳۹ ارومیه) سرتیپ پاسدار فرماندهی انتظامی جمهوری اسلامی ایران است که از آبان سال ۱۴۰۳ معاون عملیات فرماندهی انتظامی است. کرمی همچنین از سال ۱۳۹۱ تا ۱۴۰۳ فرماندهی یگان‌های ویژه فراجا را برعهده داشت.
کرمی در سال ۱۳۵۸ به سپاه پاسداران پیوست و در خلال جنگ ایران و عراق از اعضای این نهاد بود. وی در سال ۱۳۸۴ به نیروی انتظامی منتقل شد و در سال ۱۳۹۸ درجه سرتیپی را دریافت نمود.
‎ در پاییز۱۴۰۰ وزارت خزانه‌داری آمریکا، حسن کرمی را به جرم «سرکوب شهروندان بی‌گناه، مخالفان سیاسی و اعتراضات صلح‌آمیز» تحریم کرد. روز دوشنبه ۱۸ مهر ۱۴۰۱ دولت بریتانیا وی را در واکنش به مرگ مهسا امینی و سرکوب اعتراضات سراسری تحریم کرد.

## سوابق نظامی
از مسئولیت‌های حسن کرمی پیش از انتصاب وی به فرماندهی یگان ویژه ناجا، می‌توان به فرماندهی بسیج استان اردبیل به مدت چهار سال، فرماندهی نیروی انتظامی استان آذربایجان غربی به مدت پنج سال و همچنین فرماندهی نیروی انتظامی استان اصفهان به مدت دو سال اشاره کرد.
حسن کرمی در جنگ هشت‌ساله ایران و عراق نیز حضور داشته و در این سال‌ها عمدتاً در «قرارگاه حمزه سیدالشهدا» ارومیه فعالیت می‌کرد.
وی که برای اولین بار در هجده سالگی اسلحه به دست گرفته است، در توصیف اولین تجربه نظامی خود روایت می‌کند که «در منطقه ما گروه‌های ضدانقلابی که توسط حزب بعث در عراق آموزش دیده بودند، به پاسگاه و پادگان‌ها حمله و آن را خلع سلاح می‌کردند. متأسفانه پادگان مهاباد را هم گرفته بودند و من در تاریخ ۲۸ بهمن ۱۳۵۷ برای محافظت از لشکر ۶۴ ارومیه مأمور شدم.»
او طی گفتگویی با «رادیو سرو» با مرور خاطراتش از سالهای جنگ ادامه می‌دهد «قرارگاه حمزه مسئولیت تأمین امنیت داخلی را برعهده داشت و حزب دموکرات و کومله شمال غرب ایران را ناامن کرده بود و از این جهت کار در قرارگاه حمزه «سخت» بوده است. وی در ادامه این گفتگو به اولین فرمانده قرارگاه حمزه اشاره کرده و اضافه می‌کند: با فرماندهی محمد بروجردی در قرارگاه حمزه «به آسانی» توانستیم به تعبیر روح‌الله خمینی، بنیانگذار جمهوری اسلامی «صف مردم را از ضدانقلاب جدا کنیم.»

## حسن کرمی؛ فرمانده «یگان ویژه»
یگان ویژه فراجا که از آن به عنوان نیروهای «واکنش سریع» نیز یاد می‌شود، یکی از رسته‌های عملیاتی پلیس ایران است که همزمان با تشکیل نیروی انتظامی در سال ۱۳۷۰ فعالیت خود را جهت تأمین امنیت داخلی کشور آغاز کرد.وظیفه اصلی این یگان، کنترل اجتماعات و مأموریت عمده نیروهای آن، حضور در کانون‌های اعتراضات خیابانی است. گفته می‌شود که ایفای نقش مأموران یگان ویژه در این اجتماعات، پس از کلانتری و یگان امداد- در گام سوم- صورت می‌گیرد.
برای بررسی و درک چرایی طرح پروژه «یگان ضد اعتراض مردمی» در یگان‌های ویژه ناجا باید به سخنان فرمانده کنونی آن در رابطه با تظاهرات خیابانی سال ۱۳۸۸ نگاه کرد. حسن کرمی در سال ۱۳۹۳ طی مصاحبه‌ای با اشاره به ضرورت تغییر رویه (اجتماعی شدن) یگان ویژه، گفته بود که در جریان اعتراض‌های بعد از انتخابات ۱۳۸۸ «خطاهایی» از یگان ویژه سر زده و نیروی انتظامی برای «جبران» آن وارد عمل شده اما «خیلی از مردم» پیشنهاد نیروی انتظامی برای جبران خسارت را قبول نمی‌کردند و این ناشی از «مردمی نبودن» یگان‌های ویژه بود.
در واقع اعتراضات به نتایج انتخابات ریاست جمهوری در سال ۱۳۸۸ که از آن به عنوان «بزرگ‌ترین راهپیمایی مخالفان در تاریخ سی‌ساله جمهوری اسلامی» یاد می‌شود، رویکرد یگان ویژه ناجا در مواجه با ناآرامی‌ها را به چالش کشیده و به سوی تغییر رویه سوق داده است.
یک سال پس از اعتراضات ۸۸، شورای امنیت سازمان ملل قطعنامه ۱۹۲۹ را صادر و قانون «سیسادا» را تصویب کرد. در مقدمه این قانون که تحریم‌هایی را علیه جمهوری اسلامی اعمال کرد، آمده بود: «دولت ایران همچنان به نقض جدی، منظم و مداوم حقوق بشر ادامه می‌دهد و چنین موارد نقضی پس از انتخابات ریاست‌جمهوری ایران در خرداد ۱۳۸۸ افزایش یافته است». وزیرخارجه وقت آمریکا، هیلاری کلینتون نیز به «واشینگتن‌پست» اعلام کرده بود که این قطعنامه در حمایت از جنبش سبز صادر شده است.
حسن کرمی طی مصاحبه‌ای در سال ۱۳۹۳، یعنی دو سال پس از انتصاب به فرماندهی پلیس ویژه به ارزیابی عملکرد نیروهای آن در جریان اعتراضات ۸۸ پرداخته بود. او در این رابطه اعلام کرده «بحران با حجم وسیع در سال ۸۸ ما را برآن داشت که تجهیزات لازم را داشته باشیم» و با تشریح این تجهیزات در ادامه گفته بود: «قبل از درگیری با باتوم و سپر، می‌توان با ابزار صوتی و نور که در کشورهای مختلف دنیا برای کنترل اعتراضات به کار می‌رود، استفاده کرد.»؛ اهمیت این سخنان آنجا است که شمار قابل توجهی از کشته‌شدگان ۸۸، بر اثر درگیری فیزیکی، ضرب و شتم و اصابت باتوم جان خود را از دست داده‌اند.
برخی از مخالفان بر این باورند که به رغم ادعای حسن کرمی، مبنی بر ارائه چهره واقعی (مردمی) یگان ویژه و به حداقل رساندن آسیب‌ها در مواجه با ناآرامیهای اجتماعی،در همچنان بر همان پاشنه می‌چرخد و تاکنون حضور یگان ویژه برای مردم معترض چهره‌ای جز خشونت، سرکوب، وحشت و کشتار نداشته است.
فرمانده یگان ویژه فراجا اما ایجاد رعب و وحشت را نیز بخشی از «پروژه اجتماعی کردن یگان ویژه» عنوان و اشاره کرده است «یگان ویژه مصداق واقعی اشدأ علی الکفار و رحما بینهم است.» به اعتقاد او «نمی‌توان گفت که مردم از ما می‌ترسند چرا که در صدد هستیم ترس و وحشت را از آنها دور و به دل دشمنان‌شان وارد کنیم.» وی اما در جایی دیگر در این رابطه اظهار می‌کند «دشمنان (معاندین، سلطنت طلب‌ها و منافقین) به صورت مستمر و با برنامه به دنبال نا آرامی و ایجاد رعب و وحشت با هدف آسیب به یگان‌های ویژه هستند فارغ از اینکه این یگان با بهره‌گیری از ظرفیت مردمی خود اجازه خودنمایی به بدخواهان نخواهد داد.»

## سرکوب اعتراضات مردم
تیراندازی به معترضان در تجمع کارگران شهرداری منطقه شش اهواز در اعتراض به معوقات حقوقی و گروهی از مردم ساکن منطقه غیزانیه اهواز و حمله به مردم در تجمع سوگواران شجریان در سال ۱۳۹۹، شلیک به معترضان در روستاهای منطقه کهمان و درتنگ علیا در الشتر استان لرستان در بهار و سرکوب معترضان همزمان با اعتراضات تابستان ۱۴۰۰ خوزستان تنها چند نمونه از گزارش‌هایی است که حضور پررنگ یگان ویژه در اعتراضات مردمی را نشان داده است. با این وجود حسن کرمی در پاییز ۱۴۰۰ اعلام کرد مأموریت‌های آن‌ها در این سال‌ها «محدود و به‌ندرت» بوده است.
کرمی «رسانه‌های بیگانه» را عامل حساسیت عمومی به «سرکوب» اعتراضات مردمی در ایران خوانده و معتقد است «سرکوب را بیشتر ضدانقلاب مرفه و بی‌درد خارج نشین، در بلندگوهای اهدایی آمریکای جنایتکار و انگلیس حیله‌گر تبلیغ می‌کنند، آن‌ها نسبت به کلمه سرکوب خیلی حساس هستند».
کرمی استفاده پلیس ویژه از سلاح کشنده در مقابله با اعتراضات خیابانی را قویا تکذیب کرده و هر نوع رفتار خشونت‌آمیز با مردم معترض در خیابان را به دشمنان نسبت داده است.
به گفته این مقام ارشد نظامی وجود اسلحه جنگی در بحران‌های اجتماعی «خطرناک» و به‌کارگیری آن «ممنوع» است. او در این رابطه گفته «اگر در بحران اسلحه برود سر صحنه، علیرغم اینکه آستانه تحمل نیروها باید بالا باشد ولی یک توهین ممکن است باعث دست به ماشه شدن فرد شود.»
او شش سال بعد بار دیگر در همین زمینه خاطر نشان کرده است: «واحدهای ما را که در خیابان می‌بینید، همه دارای گلوله‌های غیرکشنده هستند، حتی گلوله‌های پلاستیکی برای اولین بار در پلیس ضد اعتراض استفاده شد. به عنوان مثال در آبان‌ماه سال گذشته برای ترساندن و آسیب نرساندن به مردم مورد استفاده قرار گرفت.»
این در حالی است که از اعتراضات آبان ۹۸ به عنوان خونین‌ترین سرکوب خیابانی تاریخ جمهوری اسلامی یاد می‌شود. خبرگزاری رویترز شمار قربانیان را ۱۵۰۰ نفر اعلام کرده و سازمان عفو بین‌الملل نیز تاکنون هویت ۳۲۴ نفر از کشته‌شدگان در جریان این اعتراضات را منتشر کرده است. گزارش این سازمان، تحت عنوان «ویرانگران انسانیت؛ بازداشتهای گسترده، ناپدیدسازی و شکنجه در پی اعتراضات آبان ۹۸ در ایران» نوشته «اکثریت کشته‌شدگان بر اثر اصابت گلوله به سر، گردن، سینه و قلبشان جان باخته‌اند و این نشان می‌دهد که نیروهای امنیتی به قصد کشتن افراد به سمت آنان شلیک می‌کردند.» عفو بین‌الملل همچنین تأکید کرده است شواهدی حاکی از این دیده نمی‌شود که مردم سلاح گرم در اختیار داشته یا رفتارشان تهدید جانی قریب‌الوقوعی متوجه نیروهای امنیتی و دیگر افراد کرده بود که توجیه کننده استفاده این نیروها (عمدتاً یگان ویژه و لباس‌شخصی‌ها) از سلاح مرگبار باشد.
وی حدود یک سال بعد نیز در مصاحبه با خبرگزاری تسنیم بار دیگر به نقش مؤثر نیروهای یگان ویژه تحت فرمانده خود در سرکوب اعتراضات ۹۶ چنین اذعان کرده است: «در ناآرامی‌های سال ۹۶ همزمان در ۷۷ نقطه درگیر بودیم برخی از درگیری‌ها نیز شاید تا ۱۲ ساعت طول می‌کشید که بتوانیم صحنه را کنترل کنیم» و گفته بود که در آبان هر موتورسوار یگان در شهرهایی مانند تهران، شیراز و اصفهان بعضاً تا ۲۷۰ کیلومتر در یک شبانه‌روز مسیر طی کرده و این کار «بسیار سختی» است.
پژوهش پلیس ایران با عنوان «نقش یگان‌های ویژه ناجا در مدیریت بحران‌های شهری» که در سال ۱۳۹۴ منتشر شده، استفاده از دسته‌های موتور سوار و گاز اشک‌آور به عنوان مهم‌ترین ابزارهای یگان ویژه در سرکوب معترضان اعلام کرده است. این تحقیق مزیت‌های استفاده یگان ویژه از موتور را «سرعت عملیات بالا»، «قدرت تحرک»، «آسیب‌پذیری پایین»، «سهولت در به‌کارگیری»، «صرفه جویی در نیرو» و «توان بالا در تعقیب اعتراضگران» برشمرده است. در بخشی از این پژوهش آمده است هدف از استفاده از تک‌تیرانداز «هدف قرار دادن فرد یا افرادی که نقش محرک را در جمعیت ایفا می‌کنند» یا «هدف قرار دادن افرادی است که قصد آسیب رساندن به مأمورین را دارند.»
حسن کرمی حدود یک سال پس از کشتار آبان اعلام کرد یگان ویژه به دلیل «کارنامه قابل قبول آبان سالهای ۹۶ و ۹۸»، در اجرای راهبردهای بازدارنده و استفاده از تجهیزات پیشرفته برای کنترل صحنه‌های آشوب مصمم‌تر از است.»

## تحریم‌های حقوق‌بشری
اتحادیه اروپا در فروردین ۱۴۰۰ برخی از مقامات ایران از جمله «حسن کرمی»، فرمانده یگان ویژه ناجا را تحریم کرد. بر اساس متن روزنامه رسمی این اتحادیه، اروپا نام هشت مقام امنیتی و سه زندان ایران را به لیست تحریم‌های حقوق بشری خود افزوده شده است. پایگاه اینترنتی شورای اروپا در همین زمینه نوشته که اعمال تحریم‌ها به علت نقش این افراد در «سرکوب اعتراضات آبان ۹۸» صورت گرفته است.‎
 در پاییز ۱۴۰۰ دولت آمریکا «حسن کرمی» را به همراه جمعی دیگر از فرمانده‌های ارشد نیروهای امنیتی جمهوری اسلامی هدف تحریم‌های حقوق بشری خود قرار داد. بیانیه وزارت خزانه‌داری آمریکا اتهامات منجر به اعمال تحریم‌های تازه را «سرکوب شهروندان بی‌گناه، مخالفان سیاسی و اعتراضات صلح‌آمیز» عنوان کرده است. بر اساس این بیانیه افراد تحریم شده -هشت شخص حقیقی و چهار نهاد ایرانی- در جریان اعتراضات مردمی به سوی افراد غیرمسلح شلیک و حقوق بازداشت‌شدگان را به صورت گسترده نقض کرده‌اند
 دولت بریتانیا، حسن کرمی و ۶ مقام دیگر جمهوری اسلامی را در روز دوشنبه ۱۸ مهر ۱۴۰۱ به دلیل کشته شدن مهسا امینی در بازداشت گشت ارشاد و سرکوب خشونت‌بار معترضان در ایران تحریم کرد.
 دولت کانادا ۱۱ آذر ۱۴۰۱ حسن کرمی به همراه تعدادی از فرماندهان نیروی انتظامی و چند شرکت و سازمان را تحریم کرد.
 دولت نیوزیلند در ۲۱ آذر ۱۴۰۱ حسن کرمی به همراه چند مقام جمهوری اسلامی را به دلیل مشارکت در «سرکوب اعترضات» تحریم کرد. طبق این تحریم، اجازه ورود یا توقف موقت در نیوزلند داده نخواهد شد.

## سردار رسانه‌ای
رسانه‌های داخل ایران از حسن کرمی به عنوان «سردار رسانه‌ای ناجا» یاد می‌کنند.

## کتاب خاطرات
«بر بلندای تنگه»، عنوان کتابی است که روایت خاطرات حسن کرمی را تا سال ۱۳۷۰ دربرمی‌گیرد و دی ماه ۱۴۰۱ به قلم حسین زحمتکش زنجانی و توسط انتشارات صریر به چاپ رسیده است. بیشترین حجم کتاب، به شرح مبارزات وی با احزاب کومله و دموکرات در شمال‌غرب ایران در دهه شصت اختصاص دارد.